# Белорецкая узкоколейная железная дорога
Белорецкая узкоколейная железная дорога (БУЖД) — ликвидированная и разобранная грузовая и пассажирская узкоколейная железная дорога Белорецкого металлургического комбината, которая сыграла важную роль в развитии Белорецка, Инзера, Тирлянского и Тукана. Наибольшей общей длины в 400 км достигла к 1970-м годам.
В 1990–2000 годах БУЖД и Ямал-Елгинская УЖД полностью разобраны сборщиками металлолома, так как рельсы были из высоколегированной стали.
В Южно-Уральском заповеднике существует 52 км маршрут «Узкоколейка», проходящий по местам съёмок телесериала «Вечный зов».

## История
Проект прокладки ветки Самаро-Златоустовской железной дороги от Катав-Ивановска подготовлен в 1897 году.
Строительство начато в 1909 году торговым домом «Вогау и Ко». Первая и основная ветка станция Белорецкий Завод — станция Запрудовка, от Белорецка до Катав-Ивановска, построена в 1911–1913 годах Обществом Белорецких чугуноплавильных и железоделательных заводов Пашковых и филиалом «Артур Коппель» немецкой компании «Оренштейн и Коппель» для вывоза руды из Туканского рудника и карьера Зигаза, и продукции с Зигазинского, Лапыштинского и Инзерского заводов. В 1912 году открыта станция в Тирлянском, в 1914 году — на Белорецком заводе.
Вторая ветка разъезд Шушпа — станция Журавлиное Болото, от Шушпы до Журавлиного Болота, построена в 1912–1914 годах китайскими рабочими для доставки торфа с Журавлиного болота.
В 1919 году национализирована, и перешла к тресту «Южурал». В 1919 году, во время Гражданской войны, на БУЖД служило 800 человек. В 1920-х годах, во время голода в Башкирской АССР, отрядом Уфимского-Уральского округа Американской администрации помощи построена ветка для доставки леса на Белорецкий завод.
В 1939–1960 годах курсировал пассажирский поезд «Белорецк — Запрудовка». В 1940 году, Белорецкий металлургический и Тирлянский листопрокатный заводы, Туканский рудник и узкоколейная дорога объединены в Белорецкий металлургический комбинат.
После открытия в 1961 году линии Магнитогорск — Белорецк, БУЖД прекратила по этой ветке грузоперевозки, а в 1967 году — пассажирские перевозки по ветке Белорецк — Запрудовка (сохранялась перевозка пассажиров до Верхнеаршинского, входившего как рабочий посёлок в город Белорецк). 
Во время строительства в 1970-х годах линии  Белорецк — Карламан , был разобран участок Ишля — Юша — Инзер. Участок линии между Юшой и Инзером прошел по насыпи БУЖД.
К 2002 году содержание БУЖД стали «затратны», а перевозки по ней — «невыгодны». Дорога формально была закрыта, началась её ликвидация: были разобраны ветки Тукан — Ишля и Тирлян — 87 км. Ветка Белорецк — Тирлян ещё оставалась действующей: производились пассажирские перевозки до Катайки и Шушпы, доставка мазута на котельную Тирляна, вывоз подвижного состава на металлолом.
В 2005 году ветка на Тирлян была закрыта, а к 2007 году — разобрана. Весь подвижной состав, за исключением тепловоза ТУ7А-3323, вместе с рельсами ушёл на переплавку.

## В искусстве
- «Золотая речка» — одно из мест съёмок
- Отрывок из телесериала «Вечный зов» — одно из мест съёмок
- «Седьмое лето Сюмбель» — одно из мест съёмок, снят перед самым разбором БУЖД
- «Белорецкая нить» — документальный фильм про БУЖД
- «Была такая дорога» — документальный фильм Н. Исаковой про БУЖД, 2008 год

## Подвижной состав[24]

### Локомотивы
- Паровоз Гр — номера: 231 (установлен в качестве памятника)
- Паровоз Ск — номера: 151, 152, 155, 156, 158, 163
- ТУ5
- ТУ7 — номера: 1852, 1877, 2460, 2348, 2570, 2718, 2719
- ТУ7А — номера: 2890, 3096, 3140, 3180, 3181, 3324, 3326, 3323
- ЭСУ2А — номера: 928
- АМ1 - номера: 281
- ТУ1Т. Уникальный локомотив, построенный для работы в доменном цехе Белорецкого металлургического комбината. За основу был взят тепловоз ТУ7, главное отличие от него — зауженный габарит.

### Вагоны
- Деревянные вагоны
- Вагоны цистерны (специальные, предназначенные для доставки мазута на котельную Тирляна)
- Вагоны платформы

## Галерея

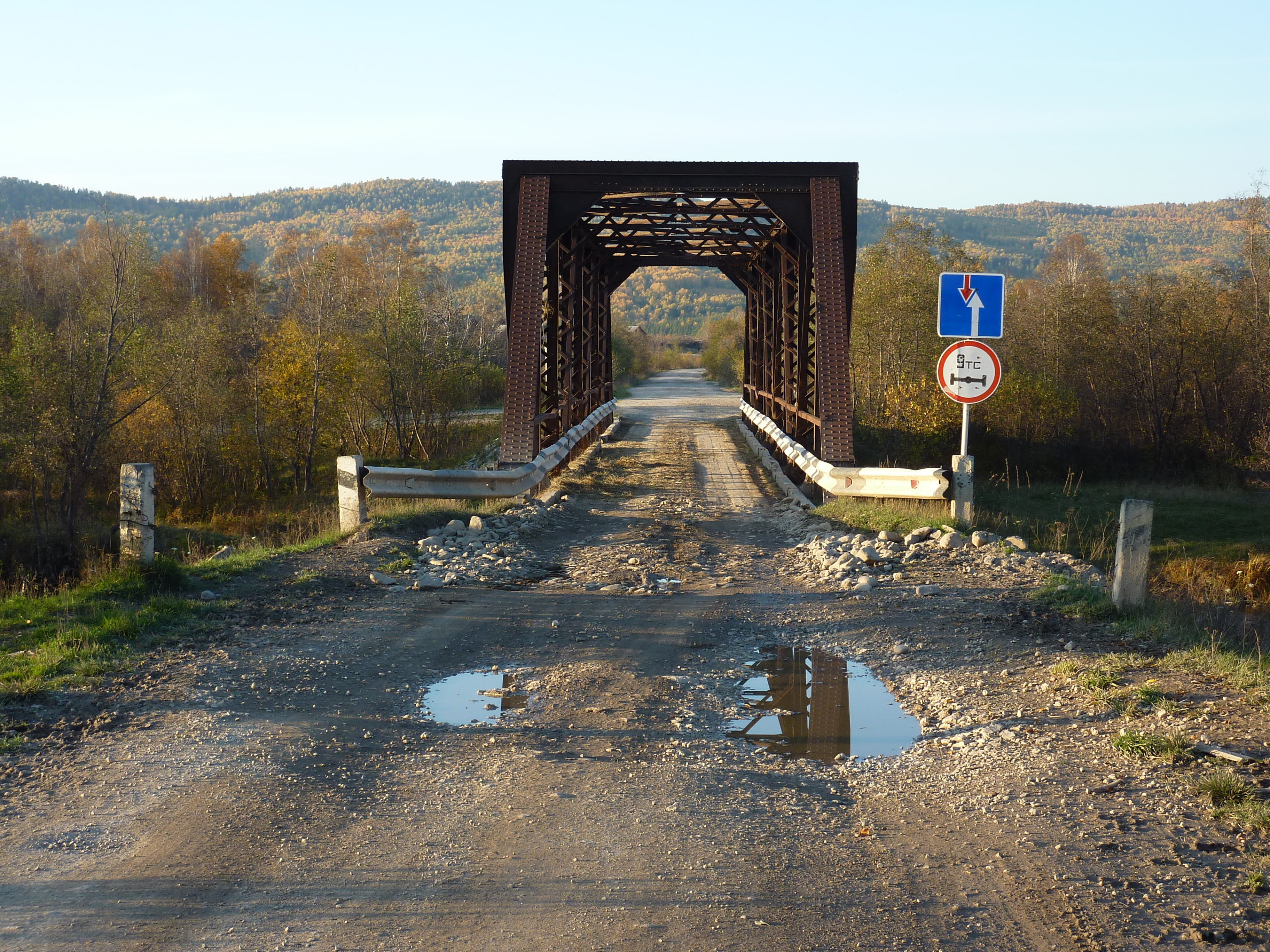
Мост БУЖД (ныне — автодорожный) через реку Катав в Верх-Катавке
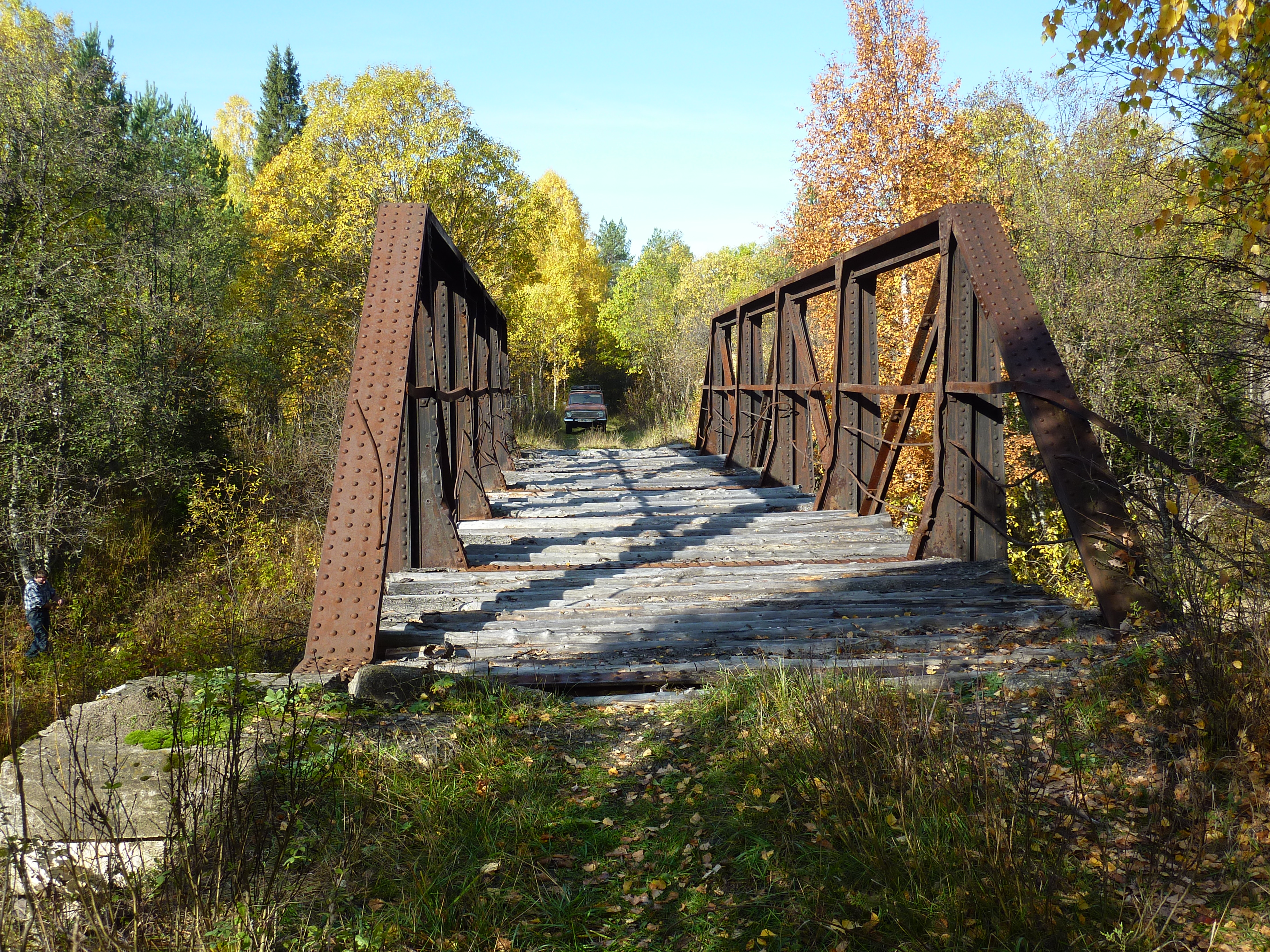
Мост БУЖД (ныне — автодорожный) через реку Большой Катав у подножия горы Большой Шелом
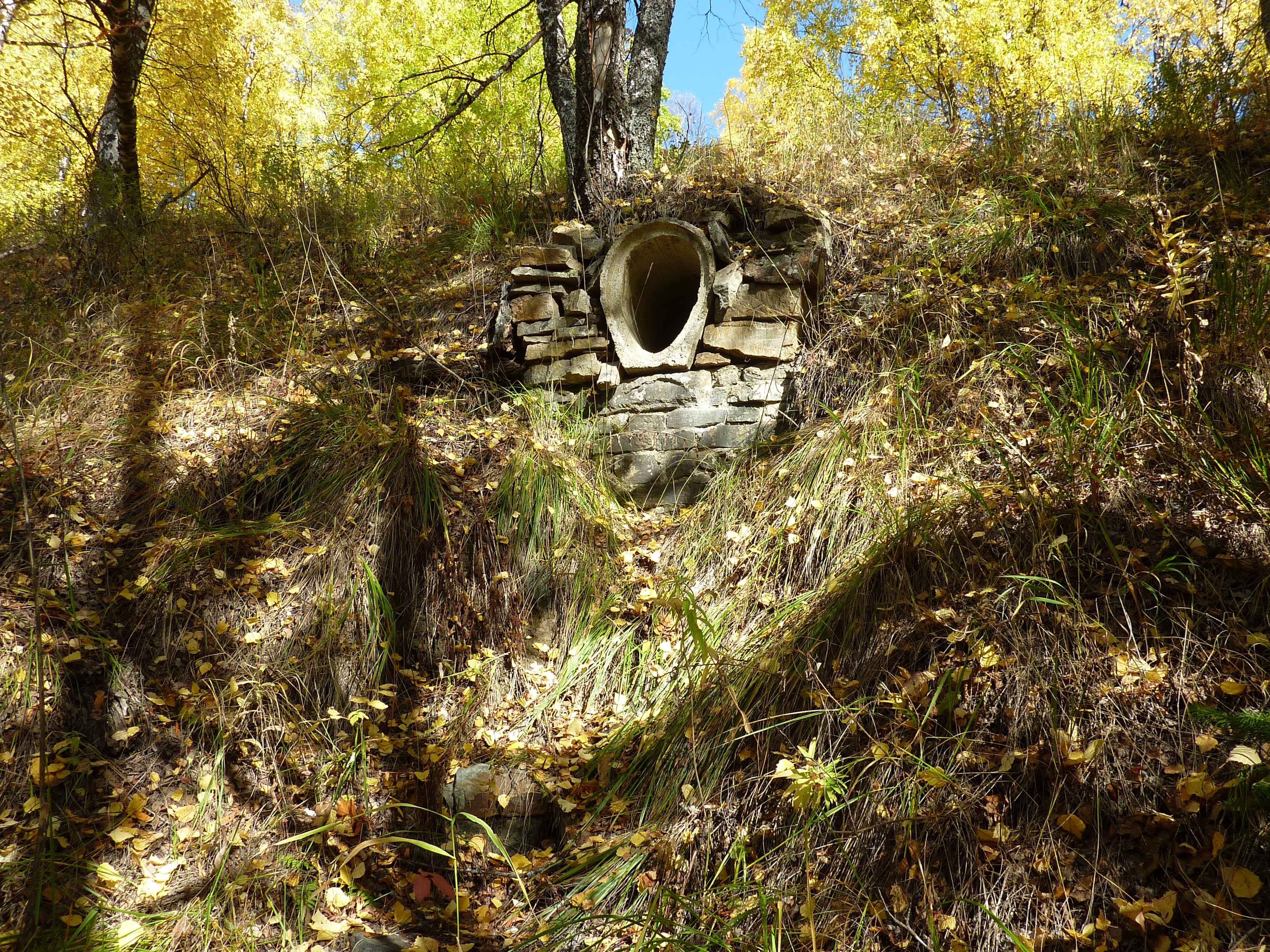
Водоотвод под полотном БУЖД на линии Машак — Кварцитовый Карьер